# Technopark
Technopark (Russisch: Технопарк) is een station aan de Zamoskvoretskaja-lijn van de Moskouse metro. Het station is gebouwd in het kader van de herontwikkeling van het ZiL terrein en is een invoeging in de bestaande lijn 2. Het station is gefinancierd door de omliggende bedrijven binnen een publiek-private samenwerking. Als enige bovengrondse station van lijn 2 is het op maaiveld niveau gebouwd als een enorme doos om de reizigers goede bescherming tegen de Moskouse winters te bieden.